# Kurucaşile
Kurucaşile (in der Antike Kromna) ist eine Stadt und ein Landkreis der türkischen Provinz Bartın in der Schwarzmeerregion. Die Stadt Kurucaşile beherbergt über 30 Prozent der Kreisbevölkerung und liegt direkt an der Küste des Schwarzen Meeres. Die Geschichte der Stadt reicht mehrere Jahrtausende zurück. Als Kromna war sie ein Teil von Paphlagonien.
Der Landkreis Kurucaşile liegt im Osten der Provinz. Die Fläche und Einwohnerzahl ist die geringste der Landkreise. Die Bevölkerungsdichte ist mit 42 Einwohnern je km² die niedrigste in der Provinz. Er grenzt im Osten an die Provinz Kastamonu.
Der Landkreis wurde 1957 vom Landkreis Bartın (in der damaligen Provinz Zonguldak) abgespalten und gelangte 1991 mit drei weiteren Kreisen von dort in die neu erschaffene Provinz Bartın. Der Landkreis besteht aus der Kreisstadt sowie 28 Dörfern (Köy), von denen zwölf mehr Einwohner als der Durchschnitt (158) haben. Die Skala der Einwohnerzahlen reicht von 392 (Başköy) herunter bis auf 38 (Ömerler ist zugleich das kleinste Dorf der Provinz Bartın).